# Lukáš Dlouhý
Lukáš Dlouhý (Písek, Txecoslovàquia, 9 d'abril de 1983) és un tennista retirat i entrenador de tennis txec, especialista en la modalitat de dobles.
En el seu palmarès consten deu títols de dobles masculins que li van permetre arribar al cinquè lloc del rànquing mundial (2009). Entre els seus resultats destaquen dos títols de Grand Slam en dobles masculins d'un total de sis finals disputades, el Roland Garros i US Open l'any 2009 amb l'indi Leander Paes com a parella. Individualment no va aconseguir cap títol al circuit ATP però va arribar al 73è lloc del rànquing (2006).
Després de la seva retirada va ser entrenador de tennis de Barbora Strýcová.

## Torneigs de Grand Slam

### Dobles masculins: 6 (2−4)
| Resultat  | Núm. | Any  | Torneig           | Parella      | Oponents                     | Marcador        |
| --------- | ---- | ---- | ----------------- | ------------ | ---------------------------- | --------------- |
| Finalista | 1.   | 2007 | Roland Garros     | Pavel Vízner | Mark Knowles Daniel Nestor   | 6−2, 3−6, 4−6   |
| Finalista | 2.   | 2007 | US Open           | Pavel Vízner | Simon Aspelin Julian Knowle  | 5−7, 4−6        |
| Finalista | 3.   | 2008 | US Open (2)       | Leander Paes | Bob Bryan Mike Bryan         | 6−7(5), 6−7(10) |
| Guanyador | 1.   | 2009 | Roland Garros     | Leander Paes | Wesley Moodie Dick Norman    | 3−6, 6−3, 6−2   |
| Guanyador | 2.   | 2009 | US Open           | Leander Paes | Mahesh Bhupathi Mark Knowles | 3−6, 6−3, 6−2   |
| Finalista | 4.   | 2010 | Roland Garros (2) | Leander Paes | Nenad Zimonjić Daniel Nestor | 5−7, 2−6        |

## Palmarès

### Dobles masculins: 26 (10−16)
| Llegenda (pre/post 2009)                                 |
| -------------------------------------------------------- |
| Grand Slams (2−4)                                        |
| Tennis Masters Cup / ATP Finals (0−0)                    |
| ATP Masters Series / ATP World Tour Masters 1000 (1−0)   |
| ATP International Series Gold / ATP World Tour 500 (0−5) |
| ATP International Series / ATP World Tour 250 (7−7)      |

| Títols per superfície |
| --------------------- |
| Dura (3−6)            |
| Gespa (0−2)           |
| Terra batuda (5−4)    |
| Moqueta (0−0)         |

| Resultat  | Núm. | Data                   | Torneig                         | Superfície   | Parella          | Oponents                             | Marcador            |
| --------- | ---- | ---------------------- | ------------------------------- | ------------ | ---------------- | ------------------------------------ | ------------------- |
| Guanyador | 1.   | 20 de febrer de 2006   | Costa do Sauípe, Brasil         | Terra batuda | Pavel Vízner     | Mariusz Fyrstenberg Marcin Matkowski | 6−1, 4−6, [10−3]    |
| Finalista | 1.   | 10 d'abril de 2006     | València, Espanya               | Terra batuda | Pavel Vízner     | David Škoch Tomáš Zíb                | 4−6, 3−6            |
| Guanyador | 2.   | 1 de maig de 2006      | Estoril, Portugal               | Terra batuda | Pavel Vízner     | Leoš Friedl L.A. Ker                 | 6−3, 6−1            |
| Guanyador | 3.   | 26 de febrer de 2007   | Costa do Sauípe (2)             | Terra batuda | Pavel Vízner     | Albert Montañés R. Ramírez Hidalgo   | 6−2, 7−6(4)         |
| Finalista | 2.   | 26 de febrer de 2007   | Acapulco, Mèxic                 | Terra batuda | Pavel Vízner     | Potito Starace Martín Vassallo       | 0−6, 2−6            |
| Finalista | 3.   | 28 de maig de 2007     | Roland Garros, França           | Terra batuda | Pavel Vízner     | Mark Knowles Daniel Nestor           | 6−2, 3−6, 4−6       |
| Guanyador | 4.   | 29 de juliol de 2007   | Umag, Croàcia                   | Terra batuda | Michal Mertiňák  | Jaroslav Levinský David Škoch        | 6−1, 6−1            |
| Finalista | 4.   | 27 d'agost de 2007     | US Open, Estats Units           | Dura         | Pavel Vízner     | Simon Aspelin Julian Knowle          | 5−7, 4−6            |
| Finalista | 5.   | 15 de juny de 2008     | Halle, Alemanya                 | Gespa        | Leander Paes     | Mikhaïl Iujni Mischa Zverev          | 6−3, 4−6, [3−10]    |
| Finalista | 6.   | 8 de setembre de 2008  | US Open (2)                     | Dura         | Leander Paes     | Bob Bryan Mike Bryan                 | 6−7(5), 6−7(10)     |
| Guanyador | 5.   | 28 de setembre de 2008 | Bangkok, Tailàndia              | Dura         | Leander Paes     | Scott Lipsky David Martin            | 6−4, 7−6(4)         |
| Finalista | 7.   | 5 d'octubre de 2008    | Tòquio, Japó                    | Dura         | Leander Paes     | Mikhaïl Iujni Mischa Zverev          | 3−6, 4−6            |
| Finalista | 8.   | 15 de febrer de 2009   | Rotterdam, Països Baixos        | Dura         | Leander Paes     | Daniel Nestor Nenad Zimonjić         | 2−6, 5−7            |
| Guanyador | 6.   | 7 de juny de 2009      | Roland Garros                   | Terra batuda | Leander Paes     | Wesley Moodie Dick Norman            | 3−6, 6−3, 6−2       |
| Guanyador | 7.   | 14 de setembre de 2009 | US Open                         | Dura         | Leander Paes     | Mahesh Bhupathi Mark Knowles         | 3−6, 6−3, 6−2       |
| Finalista | 9.   | 10 de gener de 2010    | Brisbane, Austràlia             | Dura         | Leander Paes     | Jérémy Chardy Marc Gicquel           | 3−6, 6−7(5)         |
| Finalista | 10.  | 28 de febrer de 2010   | Dubai, Emirats Àrabs Units      | Dura         | Leander Paes     | Simon Aspelin Paul Hanley            | 2−6, 3−6            |
| Guanyador | 8.   | 4 d'abril de 2010      | Miami, Estats Units             | Dura         | Leander Paes     | Mahesh Bhupathi Max Mirnyi           | 6−2, 7−5            |
| Finalista | 11.  | 6 de juny de 2010      | Roland Garros (2)               | Terra batuda | Leander Paes     | Daniel Nestor Nenad Zimonjić         | 5−7, 2−6            |
| Finalista | 12.  | 19 de juny de 2010     | 's-Hertogenbosch, Països Baixos | Gespa        | Leander Paes     | Robert Lindstedt Horia Tecău         | 6−1, 5−7, [7−10]    |
| Guanyador | 9.   | 9 de gener de 2011     | Brisbane                        | Dura         | Paul Hanley      | Robert Lindstedt Horia Tecău         | 6−4, retirada       |
| Guanyador | 10.  | 15 de gener de 2011    | Sydney, Austràlia               | Dura         | Paul Hanley      | Bob Bryan Mike Bryan                 | 6−7(6), 6−3, [10−5] |
| Finalista | 11.  | 25 de setembre de 2011 | Metz, França                    | Dura (i)     | Marcelo Melo     | Jamie Murray André Sá                | 4−6, 6−7(7)         |
| Finalista | 14.  | 28 d'abril de 2013     | Bucarest, Romania               | Terra batuda | Oliver Marach    | Max Mirnyi Horia Tecău               | 6−4, 4−6, [6−10]    |
| Finalista | 15.  | 3 d'agost de 2013      | Kitzbühel, Àustria              | Terra batuda | František Čermák | Martin Emmrich Christopher Kas       | 4−6, 3−6            |
| Finalista | 16.  | 13 d'abril de 2014     | Casablanca, Marroc              | Terra batuda | Tomasz Bednarek  | Jean-Julien Rojer Horia Tecău        | 2−6, 2−6            |

## Trajectòria

### Individual
| Open d'Austràlia | A   | 1R   | 2R   | 1R  | A   | 0 / 3   | 1 – 3   |
| Roland Garros | 2R  | 3R   | 1R   | A   | A   | 0 / 3   | 3 – 3   |
| Wimbledon | A   | 2R   | 1R   | A   | A   | 0 / 2   | 1 – 2   |
| US Open | A   | 1R   | A    | A   | A   | 0 / 1   | 0 – 1   |
| Total Victòries−Derrotes                                                                                                   | 3−8 | 8−22 | 7−15 | 2−5 | 1−3 | 22 – 54 | 22 – 54 |
| Rànquing a final d'any | 98  | 99   | 155  | 183 | 459 |         |         |
| Llegenda: G: Guanyador; F: Finalista; SF: Semifinalista; QF: Quarts de final; Q: Qualificació; A: Absent; RR: Round Robin; |     |      |      |     |     |         |         |

### Dobles masculins
| Open d'Austràlia | A   | 2R    | 2R    | 3R    | SF    | QF    | 1R    | A    | QF    | 1R    | A    | 2R  | 0 / 9     | 15 – 9    |
| Roland Garros | A   | SF    | F     | 3R    | G     | F     | 1R    | 2R   | 1R    | 1R    | A    | A   | 1 / 9     | 23 – 8    |
| Wimbledon | 1R  | QF    | QF    | SF    | 1R    | 2R    | QF    | 1R   | 1R    | 1R    | A    | A   | 0 / 9     | 14 – 9    |
| US Open | A   | 2R    | F     | F     | G     | 1R    | 1R    | 2R   | 2R    | 1R    | A    | A   | 1 / 8     | 17 – 8    |
| Total Victòries−Derrotes                                                                                                   | 1−6 | 32−17 | 37−17 | 27−18 | 31−25 | 31−27 | 26−26 | 2−14 | 22−24 | 16−21 | 0−0  | 2−6 | 227 – 201 | 227 – 201 |
| Rànquing a final d'any | 82  | 20    | 9     | 13    | 6     | 9     | 42    | 90   | 45    | 78    | 1270 | 229 |           |           |
| Llegenda: G: Guanyador; F: Finalista; SF: Semifinalista; QF: Quarts de final; Q: Qualificació; A: Absent; RR: Round Robin; |     |       |       |       |       |       |       |      |       |       |      |     |           |           |

### Dobles mixts
| Open d'Austràlia | A   | A   | A   | A   | A   | A   | A   | A   | A   | 0 / 0  | 0 – 0  |
| Roland Garros | A   | A   | A   | A   | A   | A   | A   | 2R  | A   | 0 / 1  | 1 – 1  |
| Wimbledon | A   | A   | 3R  | QF  | SF  | A   | A   | A   | 2R  | 0 / 4  | 10 – 4 |
| US Open | 2R  | A   | 1R  | 2R  | A   | A   | A   | 1R  | A   | 0 / 4  | 2 – 4  |
| Total Victòries−Derrotes                                                                                                   | 1−1 | 0−0 | 2−2 | 4−2 | 4−1 | 0−0 | 0−0 | 1−2 | 1−1 | 13 – 9 | 13 – 9 |
| Llegenda: G: Guanyador; F: Finalista; SF: Semifinalista; QF: Quarts de final; Q: Qualificació; A: Absent; RR: Round Robin; |     |     |     |     |     |     |     |     |     |        |        |